# Alder-Rickert-Reaktion
Die Alder-Rickert Reaktion ist eine Namensreaktion in der Organischen Chemie, die 1936 erstmals von Kurt Alder und Hans Rickert vorgestellt und später nach ihnen benannt wurde.

## Übersichtsreaktion
Die Alder-Rickert-Reaktion stellt eine Erweiterung der Diels-Alder-Reaktion dar, bei der die Diels-Alder-Cycloaddukte die spaltbaren Gruppen (R1 und R2) verdrängen, um noch stabilere aromatische Verbindungen unter thermischen Bedingungen oder in Gegenwart von Säuren oder Basen zu bilden.

## Beispielreaktion
Die folgende Reaktionssequenz enthält eine intramolekulare Variante der Alder-Rickert Reaktion:

## Anwendung
Diese Reaktion findet Anwendung bei der Bildung diverser aromatischer Verbindungen, wie zum Beispiel Steroide, mehrfach substituierten Chlorphenolen, Phthalsäure, oder unterschiedlich substituierten Varianten der Phthalsäure, wie 4-Methylphthalsäure.